# Potoki (Semič, Slovenija)
Potoki je naselje u slovenskoj Općini Semiču. Potoki se nalazi u pokrajini Dolenjskoj i statističkoj regiji Donjoposavskoj regiji. 

## Stanovništvo
Prema popisu stanovništva iz 2002. godine naselje je imalo 17 stanovnika.